# Luwati
Luwati är ett indoariskt språk som talas i Oman. Språket anses vara hotat och dess närmaste släktspråk är bland annat sindhi och memoni. Antal talare är ungefär 5 000.